# Metschnikowia chrysoperlae
Metschnikowia chrysoperlae är en svampart som beskrevs av S.O. Suh, C.M. Gibson & M. Blackw. 2004. Metschnikowia chrysoperlae ingår i släktet Metschnikowia och familjen Metschnikowiaceae.   Inga underarter finns listade i Catalogue of Life.